# Liste der Stolpersteine im Kölner Stadtteil Raderthal
Die Liste der Stolpersteine im Kölner Stadtteil Raderthal  führt die vom Künstler Gunter Demnig verlegten Stolpersteine im Kölner Stadtteil Raderthal auf.
Die Liste der Stolpersteine beruht auf den Daten und Recherchen des NS-Dokumentationszentrums der Stadt Köln, zum Teil ergänzt um Informationen und Anmerkungen aus Wikipedia-Artikeln und externen Quellen. Ziel des Kunstprojektes ist es, biografische Details zu den Personen, die ihren (letzten) freiwillig gewählten Wohnsitz in Köln hatten, zu dokumentieren, um damit ihr Andenken zu bewahren.
Anmerkung: Vielfach ist es jedoch nicht mehr möglich, eine lückenlose Darstellung ihres Lebens und ihres Leidensweges nachzuvollziehen. Insbesondere die Umstände ihres Todes können vielfach nicht mehr recherchiert werden. Offizielle Todesfallanzeigen aus den Ghettos, Haft-, Krankenanstalten sowie den Konzentrationslagern können oft Angaben enthalten, die die wahren Umstände des Todes verschleiern, werden aber unter der Beachtung dieses Umstandes mitdokumentiert.
| Bild                                                    | Name sowie Details zur Inschrift | Adresse                                       | Zusätzliche Informationen |
| ------------------------------------------------------- | --- | --------------------------------------------- | --- |
| Stolperstein für Else Kreuer (Markusplatz 24)           | Hier wohnte Else Kreuer, geb. Meyer (Jahrgang 1891) Flucht 1944 Schweiz                                                                   | Markusplatz 24 (Standort)                     | Mit den Gedenksteinen für Else Kreuer und zwei ihrer Kinder wurden die ersten Stolpersteine in Raderthal verlegt. Else Kreuer, geborene Meyer, kam 1891 in Nieder-Zündorf zur Welt. Ihr Vater August war Pferdehändler und betrieb in der Thieboldsgasse 47 eine Metzgerei. Sie heiratete Karl Hermann Kreuer, einen Kölner Kaufmann, der eine Großhandlung für chemische Produkte, Farben, Lacke und Öle führte. Kreuer war katholisch und wurde wegen seiner Verbindung mit einer Jüdin exkommuniziert; auch die Familien der Brautleute standen der Verbindung des Paares zunächst skeptisch gegenüber. 1919 kam die Tochter Edith Ruth zur Welt, 1921 folgte Helmut, 1927 schließlich die Tochter Beate Dorothea. Im Januar 1934 starb Karl Kreuer und ließ Else mit drei heranwachsenden Kindern zurück. Die Familie blieb am Markusplatz 24 wohnen, wo sie seit 1926 lebte, und Else führte das Geschäft ihres verstorbenen Ehemannes weiter. Bald nach dem Tod des Vaters wurden Ruth, Helmut und Beate getauft. Ostern 1934 ging Helmut zur Ersten Heiligen Kommunion und trat in die katholische Jugend ein. Der 13-Jährige besuchte inzwischen die Mittelschule in der Trierer Straße. Er erinnert sich an erste Probleme in der siebten oder achten Klasse, weil er nicht zu den Treffen der Hitlerjugend ging und keine hinreichende Erklärung dafür hatte. Schließlich legte ihm sein Klassenlehrer nahe, die Schule zu verlassen. Helmut begann eine Ausbildung zum Schlosser und arbeitete bis zu seiner Flucht 1944 im Betrieb eines Verwandten in der Dürener Straße. Edith Ruth war verheiratet und lebte in ihrem eigenen Hausstand. Nachbarn denunzierten die Familie, und Helmut wurde mehrmals von der SA und der Kölner Gestapo einbestellt. Im Sommer 1944 entschlossen sich Else, Helmut und Beate Kreuer zur Flucht in die Schweiz. Edith Ruth blieb mit ihrem Ehemann in Deutschland zurück. Die drei Flüchtlinge versteckten sich zunächst einige Monate in einem Dorf in Baden-Württemberg, am 5. Dezember 1944 passierten sie die Grenze zur Schweiz. Else Kreuer starb am 11. Juni 1973 im Alter von 82 Jahren in Basel. Helmut arbeitete in seiner neuen Heimat als Busfahrer. Er starb 2012, seine Schwester Beate am 18. Oktober 2014. An der Verlegung am 15. März 2022 nahmen Angehörige der Familie Kreuer teil. |
| Stolperstein für Helmut Kreuer (Markusplatz 24)         | Hier wohnte Helmut Kreuer(Jahrgang 1921) Flucht 1944 Schweiz                                                                              | Markusplatz 24 (Standort)                     | Mit den Gedenksteinen für Else Kreuer und zwei ihrer Kinder wurden die ersten Stolpersteine in Raderthal verlegt. Else Kreuer, geborene Meyer, kam 1891 in Nieder-Zündorf zur Welt. Ihr Vater August war Pferdehändler und betrieb in der Thieboldsgasse 47 eine Metzgerei. Sie heiratete Karl Hermann Kreuer, einen Kölner Kaufmann, der eine Großhandlung für chemische Produkte, Farben, Lacke und Öle führte. Kreuer war katholisch und wurde wegen seiner Verbindung mit einer Jüdin exkommuniziert; auch die Familien der Brautleute standen der Verbindung des Paares zunächst skeptisch gegenüber. 1919 kam die Tochter Edith Ruth zur Welt, 1921 folgte Helmut, 1927 schließlich die Tochter Beate Dorothea. Im Januar 1934 starb Karl Kreuer und ließ Else mit drei heranwachsenden Kindern zurück. Die Familie blieb am Markusplatz 24 wohnen, wo sie seit 1926 lebte, und Else führte das Geschäft ihres verstorbenen Ehemannes weiter. Bald nach dem Tod des Vaters wurden Ruth, Helmut und Beate getauft. Ostern 1934 ging Helmut zur Ersten Heiligen Kommunion und trat in die katholische Jugend ein. Der 13-Jährige besuchte inzwischen die Mittelschule in der Trierer Straße. Er erinnert sich an erste Probleme in der siebten oder achten Klasse, weil er nicht zu den Treffen der Hitlerjugend ging und keine hinreichende Erklärung dafür hatte. Schließlich legte ihm sein Klassenlehrer nahe, die Schule zu verlassen. Helmut begann eine Ausbildung zum Schlosser und arbeitete bis zu seiner Flucht 1944 im Betrieb eines Verwandten in der Dürener Straße. Edith Ruth war verheiratet und lebte in ihrem eigenen Hausstand. Nachbarn denunzierten die Familie, und Helmut wurde mehrmals von der SA und der Kölner Gestapo einbestellt. Im Sommer 1944 entschlossen sich Else, Helmut und Beate Kreuer zur Flucht in die Schweiz. Edith Ruth blieb mit ihrem Ehemann in Deutschland zurück. Die drei Flüchtlinge versteckten sich zunächst einige Monate in einem Dorf in Baden-Württemberg, am 5. Dezember 1944 passierten sie die Grenze zur Schweiz. Else Kreuer starb am 11. Juni 1973 im Alter von 82 Jahren in Basel. Helmut arbeitete in seiner neuen Heimat als Busfahrer. Er starb 2012, seine Schwester Beate am 18. Oktober 2014. An der Verlegung am 15. März 2022 nahmen Angehörige der Familie Kreuer teil. |
| Stolperstein für Beate Dorothea Kreuer (Markusplatz 24) | Hier wohnte Beate Dorothea Kreuer (Jahrgang 1927) Flucht 1944 Schweiz                                                                     | Markusplatz 24 (Standort)                     | Mit den Gedenksteinen für Else Kreuer und zwei ihrer Kinder wurden die ersten Stolpersteine in Raderthal verlegt. Else Kreuer, geborene Meyer, kam 1891 in Nieder-Zündorf zur Welt. Ihr Vater August war Pferdehändler und betrieb in der Thieboldsgasse 47 eine Metzgerei. Sie heiratete Karl Hermann Kreuer, einen Kölner Kaufmann, der eine Großhandlung für chemische Produkte, Farben, Lacke und Öle führte. Kreuer war katholisch und wurde wegen seiner Verbindung mit einer Jüdin exkommuniziert; auch die Familien der Brautleute standen der Verbindung des Paares zunächst skeptisch gegenüber. 1919 kam die Tochter Edith Ruth zur Welt, 1921 folgte Helmut, 1927 schließlich die Tochter Beate Dorothea. Im Januar 1934 starb Karl Kreuer und ließ Else mit drei heranwachsenden Kindern zurück. Die Familie blieb am Markusplatz 24 wohnen, wo sie seit 1926 lebte, und Else führte das Geschäft ihres verstorbenen Ehemannes weiter. Bald nach dem Tod des Vaters wurden Ruth, Helmut und Beate getauft. Ostern 1934 ging Helmut zur Ersten Heiligen Kommunion und trat in die katholische Jugend ein. Der 13-Jährige besuchte inzwischen die Mittelschule in der Trierer Straße. Er erinnert sich an erste Probleme in der siebten oder achten Klasse, weil er nicht zu den Treffen der Hitlerjugend ging und keine hinreichende Erklärung dafür hatte. Schließlich legte ihm sein Klassenlehrer nahe, die Schule zu verlassen. Helmut begann eine Ausbildung zum Schlosser und arbeitete bis zu seiner Flucht 1944 im Betrieb eines Verwandten in der Dürener Straße. Edith Ruth war verheiratet und lebte in ihrem eigenen Hausstand. Nachbarn denunzierten die Familie, und Helmut wurde mehrmals von der SA und der Kölner Gestapo einbestellt. Im Sommer 1944 entschlossen sich Else, Helmut und Beate Kreuer zur Flucht in die Schweiz. Edith Ruth blieb mit ihrem Ehemann in Deutschland zurück. Die drei Flüchtlinge versteckten sich zunächst einige Monate in einem Dorf in Baden-Württemberg, am 5. Dezember 1944 passierten sie die Grenze zur Schweiz. Else Kreuer starb am 11. Juni 1973 im Alter von 82 Jahren in Basel. Helmut arbeitete in seiner neuen Heimat als Busfahrer. Er starb 2012, seine Schwester Beate am 18. Oktober 2014. An der Verlegung am 15. März 2022 nahmen Angehörige der Familie Kreuer teil. |
| Stolperstein für Ella Mangold (Faßbenderkaul 2)         | Heidekaul wohnte Ella Mangold, geb. Nußbaum (Jahrgang 1883) Deportiert 1941 Łódź / Litzmannstadt 1942 Chełmno / Kulmhof Ermordet Mai 1942 | Faßbenderkaul 2 (früher Heidekaul) (Standort) | Die Stolpersteine erinnern an den Kunstmaler Josef Mangold (geboren 1884) und seine Ehefrau Ella Mangold geb. Nußbaum (geboren 1883). |
| Stolperstein für Josef Mangold (Faßbenderkaul 2)        | Heidekaul wohnte Josef Mangold (Jahrgang 1884) Ausgegrenzt / drangsaliert Tot 28. März 1937                                               | Faßbenderkaul 2 (früher Heidekaul) (Standort) | Die Stolpersteine erinnern an den Kunstmaler Josef Mangold (geboren 1884) und seine Ehefrau Ella Mangold geb. Nußbaum (geboren 1883). |

## Quelle
- | Erinnerungsmale für die Opfer des Nationalsozialismus (Stadtteilliste Raderthal)